# Sita (Mythologie)

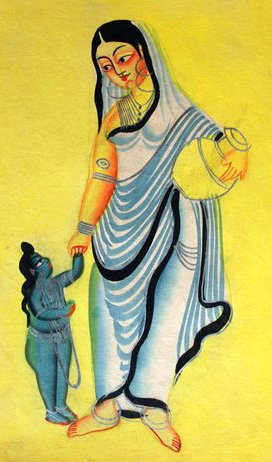
Sita mit ihrem Sohn Lava, 19. Jh.

Sita (Sanskrit सीता Sītā f., wörtlich „Ackerfurche“) ist im Hinduismus die Göttin der Landwirtschaft, eine Tochter der Erdgöttin Bhudevi und die Gemahlin und weiblicher Gegenpart (Shakti) von Rama, dem Helden des Ramayana. Während Rama in vielen Versionen des Epos als siebenter Avatar von Vishnu gilt, betrachtet man Sita als Avatar der Göttin Lakshmi (letztere gilt als Shakti zu Vishnu).

## Bedeutung Sitas
Sita gilt auch heute noch als Inbegriff der treuen, guten, keuschen, reinen Frau, gehorsamen Tochter und als Idealbild einer moralisch untadeligen, unterwürfigen, hingebungsvollen Ehefrau (pativrata). Im auf Sanskrit verfassten Epos Ramayana und im anschließenden Rama-Kult wurde sie fast ausschließlich über ihren Ehemann definiert, für den sie sich bis zur Selbstopferung aufgibt. Hier bestimmten die Wünsche, das Wohlergehen und der Ruf Ramas alle Handlungen und Gedanken Sitas. Ihr Schicksal ist unauflöslich mit dem ihres geliebten Mannes verbunden; für Sita ist Rama der Mittelpunkt ihres Lebens. In ihr verdichtete sich die liebende Hingabe, die keine Trennung von dem verehrten Gatten zulässt, zum Idealbild der idealen Hingabe an Gott, dessen Vermittlerin, Anhängerin und Verehrerin sie ist.

## Sita in den Veden
Sita ist bereits in den Veden erwähnt, wo sie noch eine relativ unbedeutende Gottheit ist. Dort galt sie als Göttin der gepflügten Felder, des Ackerbaus und der Feldfrüchte. In der Vorstellungswelt des alten Indiens symbolisierte sie die Wirkung des Pfluges und implizierte damit die Notwendigkeit einer Fruchtbarkeit bringenden männlichen Kraft, die sie belebte und erweckte. Sie war eine Erdgöttin, die mit Wachstum und Vegetation in Verbindung stand und den Schoß der Erde verkörperte. Sie galt als Gattin des Indra. Sie wurde angerufen, wenn während eines Opferrituals vier Furchen gezogen wurden. Ihr wurden gekochter Reis und Gerste im Opferkuchen dargebracht. Die Bedeutung als Fruchtbarkeitsgöttin wird auch noch im Ramayana deutlich spürbar, in dem die Göttin beispielsweise im Wald von Tieren umgeben wird und selbst Pflanzen auf sie reagieren.

## Mythos
Der König von Mithila, Janaka, findet während des Pflügens das Kind Sita in einer Ackerfurche und nimmt es als seine Tochter an. Die Herangewachsene will er nur dem zur Frau geben, dem es gelingt, den großen Bogen Shivas zu spannen. Im Gegensatz zu den anderen Königen gelingt dies dem Prinzen Rama scheinbar mühelos, und voller gegenseitiger Liebe heiraten der Prinz von Ayodhya und die Tochter des Janaka.

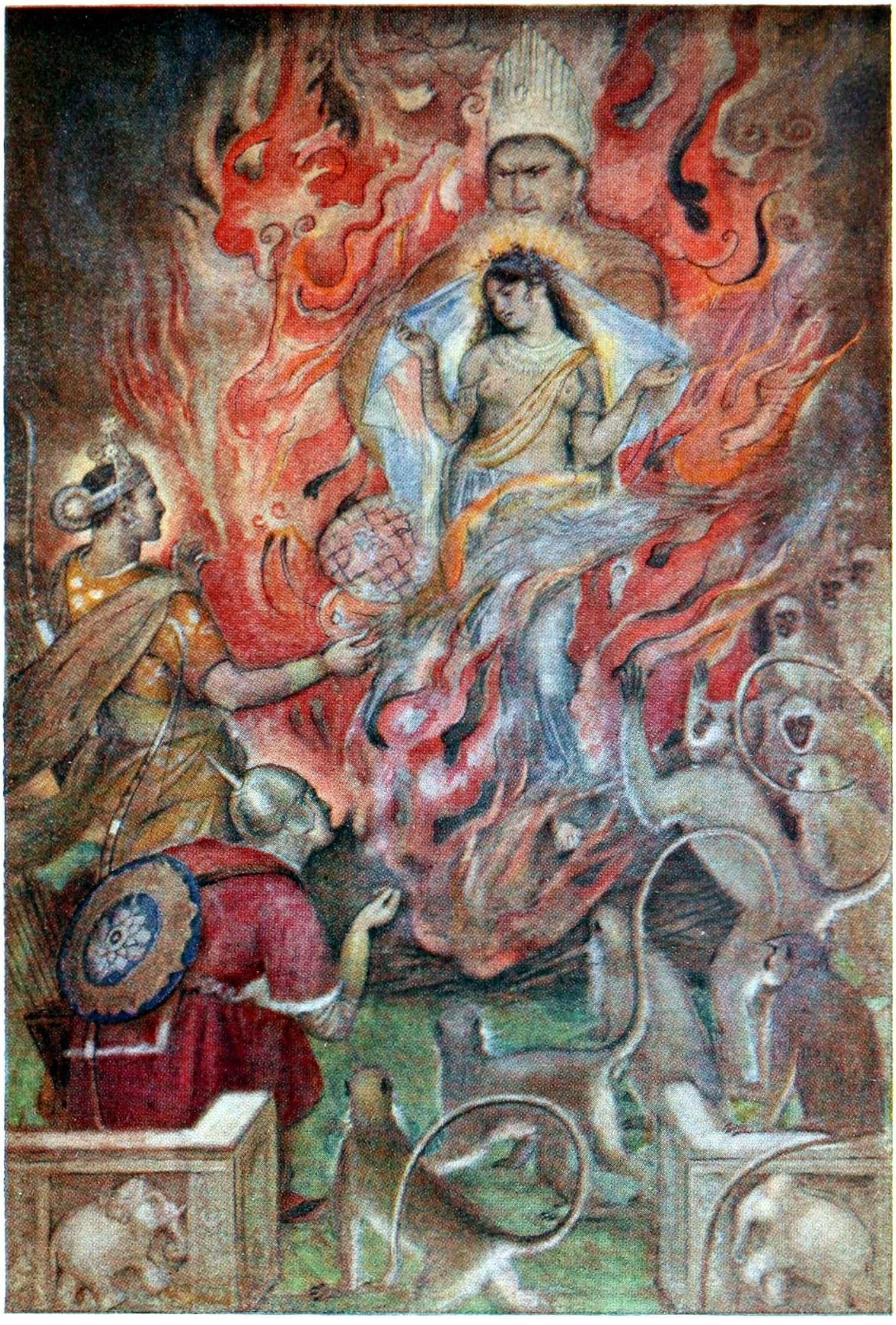
Sita und der Feuergott, Illustration zu W.D. Monro: Stories of India’s gods and heroes, 1911.

Einige Zeit nachdem Rama die schöne Sita geheiratet hat, begleitet sie ihn freiwillig ins Exil in die Wälder, wo sie in einer Einsiedelei vierzehn Jahre ein einfaches Leben führen. Der Dämonenkönig Ravana will Sita entführen, und mit Hilfe einer List gelingt ihm das auch: Der Dämon Maricha verwandelt sich in eine wunderschöne Gazelle. Sita verliebt sich in dieses schillernde Tier und bittet ihren Mann, es für sie zu fangen. Während dieser die Gazelle jagt, ruft der Dämon mit Ramas Stimme um Hilfe. Lakshmana eilt sofort, seinem Bruder Rama zu helfen. Diese Zeit nutzt Ravana, nähert sich in Gestalt eines Bettelmönches der jungen Frau und entführt sie mit Gewalt in sein Reich nach Lanka. Dort bittet er Sita, seine Frau zu werden; sie lehnt voller Abscheu ab. Er gibt ihr zwei Monate Bedenkzeit, andernfalls will er sie töten. Sita widersteht all seinen Annäherungsversuchen. Ihre äußere Schönheit soll während dieser Zeit verblasst sein, da eine Frau ihre wahre Schönheit nur an der Seite ihres Ehemanns entfalten kann. Innerlich ist Sita jedoch schön wie zuvor und mit jedem Gedanken ununterbrochen nur bei Rama. Durch seine Hofmagier erschafft Ravana den Kopf des Rama, den er Sita zum Schein zeigt, um sie glauben zu lassen, Rama sei tot. Doch selbst in diesem Moment sucht Sita die Schuld nur bei sich selber und überlegt, was sie falsch gemacht haben könnte, obwohl sie sich keiner Schuld bewusst ist. Wenn nicht in diesem Leben, vielleicht hat sie dann im letzten Leben Schuld auf sich geladen. Auf die Idee, dass Rama etwas falsch gemacht haben könnte, kommt sie nicht.
Mit Hilfe Hanumans gelingt es Rama nach einiger Zeit, seine Frau zu retten. Sita lehnt es jedoch ab, sich von Hanuman retten zu lassen, selbst als dieser ihr den Ring des Rama als Erkennungszeichen zeigt. Sie will sich von keinem anderen Mann berühren lassen und darüber hinaus ihrem Gatten nicht die Möglichkeit der Ehre und des Ruhmes ihrer Errettung nehmen. Also befreit Rama sie selbst und tötet Ravana. Er zweifelt jedoch an ihrer Treue und behauptet, sie nicht aus Liebe befreit zu haben, sondern nur um die Ehre seiner Familie zu retten: „Welcher Ehrenmann würde sich seiner Leidenschaft unterwerfen und eine Frau zurücknehmen, die im Hause eines anderen gelebt hat?“ Sita beteuert ihren tadellosen Lebenswandel, und in ihrer Verzweiflung unterzieht sie sich einer Feuerprobe, die als Gottesurteil fungiert: Sie steigt auf den lodernden Scheiterhaufen, wird jedoch aufgrund ihrer Unschuld von dem Feuergott Agni ihrem Gatten zurückgegeben, der sie in seine Arme legt. Beide gehen zurück nach Ayodhya, wo Rama mit Sita an seiner Seite zum König gekrönt wird.

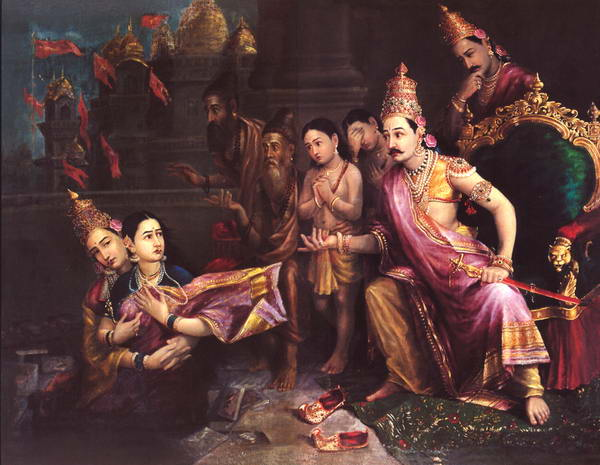
„Sita Bhum Pravesh“ (Sita kehrt zu ihrer Mutter Bhūmi oder Bhudevi in den Schoß der Erde zurück) Gemälde von Raja Ravi Varma, 19. Jh.

Im letzten, später hinzugefügten Buch des Ramayana zwingt das Murren seines Volkes Rama, die inzwischen schwangere Sita abermals zu verstoßen. Sie geht für 15 Jahre in die Wälder, wo sie in der Einsiedelei des Weisen Valmiki lebt und ihrem Gatten die Zwillingssöhne Kusha („Gras“) und Lava („Geschnittenes“) zur Welt bringt. Jahre später begegnet der im Wald jagende Rama den beiden und erkennt sie als seine Kinder. Sita aber fordert er trotz seiner Liebe zu ihr unter dem Druck seiner Untertanen im Beisein der protestierenden Götter erneut zu einem Schwur und Beweis ihrer Unschuld auf. Sie beteuert abermals, nie an einen anderen Mann gedacht zu haben. Anschließend jedoch bittet sie Mutter Erde (Bhūmi) zornig, ihren Schoß für sie zu öffnen. Rama protestiert zwar, doch vergebens. Ein Thron mit Schlangen erscheint und Sita entschwindet in den Himmel. Rama gibt daraufhin die Herrschaft an seine Söhne ab und wird im Himmel mit Sita vereint.
In der volkstümlichen Version des Tulsidas endet das Ramayana mit einem Happy End und Rama und Sita versöhnen sich am Ende.